# Spirotheca rivieri
Spirotheca rivieri là một loài thực vật có hoa trong họ Cẩm quỳ. Loài này được (Decne.) Ulbr. miêu tả khoa học đầu tiên năm 1914.